# لارس ميديما
لارس ميديما (بالهولندية: Lars Miedema)‏ هو لاعب كرة قدم هولندي، ولد في 6 مارس 2000 في Hoogeveen ‏ في هولندا. لعب مع دين بوستش.

## وصلات خارجية
- لارس ميديما على موقع قاعدة بيانات كرة القدم.إي يو (الإنجليزية)
- لارس ميديما على موقع Soccerway.com (الإنجليزية)
- لارس ميديما على موقع عالم كرة القدم.نت (الإنجليزية)